# Station Épannes
Station Épannes is een spoorwegstation in de Franse gemeente Frontenay-Rohan-Rohan
Amuré.